# بيبينو دي فيليبو
بيبينو دي فيليبو (بالإيطالية: Peppino De Filippo)‏ هو كاتب وكاتب سيناريو وممثل إيطالي، ولد في 24 أغسطس 1903 بنابولي في إيطاليا، وتوفي في 27 يناير 1980 بروما في إيطاليا. من الجوائز التي نالها وسام استحقاق الجمهورية الإيطالية.

## جوائز
- وسام استحقاق الجمهورية الإيطالية

## وصلات خارجية
- بيبينو دي فيليبو على موقع IMDb (الإنجليزية)
- بيبينو دي فيليبو على موقع ألو سيني (الفرنسية)
- بيبينو دي فيليبو على موقع أول موفي (الإنجليزية)
- بيبينو دي فيليبو على موقع قاعدة بيانات الأفلام السويدية (السويدية)
- بيبينو دي فيليبو على موقع ديسكوغز (الإنجليزية)
- بيبينو دي فيليبو على موقع قاعدة بيانات الفيلم (الإنجليزية)
- بيبينو دي فيليبو على موقع كينوبويسك (الروسية)